# Vardenafil
Vardenafil är den aktiva substansen i Levitra, ett läkemedel för behandling av impotens. Vardenafil tillhör likt sildenafil och tadalafil läkemedelskategorin PDE5-hämmare, och var det tredje läkemedlet i denna kategori att släppas på marknaden. Dessa tre läkemedel fungerar på samma sätt och kan ge liknande biverkningar. Den största skillnaden mellan Levitra (vardenafil), Viagra (sildenafil) och Cialis (tadalafil) är varaktigheten av läkemedlens effekt. Vardenafil och sildenafil har en effekt som varar i cirka 5-6 timmar, medan tadalafils effekt varar i uppemot 36 timmar.
Vardenafil kan orsaka följande biverkningar: huvudvärk, orolig mage, halsbränna, rodnad, nästäppa eller rinnsnuva, influensaliknande symtom, priapism (en erektion som varar i drygt 4 timmar), suddig syn, plötslig synförlust, förändrat färgseende, yrsel, plötslig hörselförlust, tinnitus, heshet, svårigheter att andas eller svälja, svimning, nässelfeber, klåda, samt svullnad i/på ansikte, hals, tunga, läppar, ögon, fötter, händer eller underben.